# Methylselenocystein
Methylselenocystein je aminokyselina a strukturní analog S-methylcysteinu, ve které je atom síry nahrazen selenem. Tato látka je schopná zastavit buněčný cyklus buněk v přednádorových stadiích a vyvolávat apoptózu nádorových buněk. Methylselenocystein vyvolává apoptózu účinněji než seleničitan sodný a je méně toxický; seleničitan spouští buněčnou smrt více skrz nekrózu apoptózu.
Methylselenocystein se vyskytuje v řadě druhů zeleniny, jako jsou cibule, pór, česnek, brokolice, ředkvičky, a zelí, kde může mít až 80% podíl na celkovém obsahu selenu.